# Torrent dels Morers
El Torrent dels Morers, que també rep el nom de Torrent d'Urdedell, és un afluent per la dreta de l'Aigua de Valls que transcorre íntegrament pel terme municipal de Gósol, al Berguedà.
El primer km del seu curs (fins a la cota 1.600) forma part del territori integrat en el Pla d'Espais d'Interès Natural (PEIN) de la Generalitat de Catalunya i més concretament en l'espai de la Serra del Verd.

## Xarxa hidrogràfica
La seva xarxa hidrogràfica, que també transcorre íntegrament pel terme municipal de Gósol, està integrada per 3 cursos fluvials que sumen uma una longitud total de 4.580 m.

### Afluents destacables
- El Torrent del Salí